# کریم‌آباد علیا (رفسنجان)
کریم‌آباد علیا روستایی در دهستان کبوترخان بخش مرکزی شهرستان رفسنجان استان کرمان ایران است.

## جمعیت
بر پایه سرشماری عمومی نفوس و مسکن در سال ۱۳۹۵ جمعیت این روستا ۲٬۱۷۱ نفر (۶۳۵خانوار) بوده‌است.